# Michael Neuhofer
Michael Neuhofer (* 9. September 1887 in der Gemeinde Vöcklamarkt, Oberösterreich; † 26. August 1972 in Salzburg) war ein österreichischer Politiker der Christlichsozialen Partei (CSP).

## Ausbildung und Beruf
Nach dem Besuch einer zweiklassigen Volksschule wurde er Bäckermeister und im Jahr 1953 Kommerzialrat.

## Politische Funktionen
- 1921–1935 und 1949–1954: Mitglied des Gemeinderates von Mattsee
- 1918–1924 und 1938–1946: Obmann des Fremdenverkehrsvereins in Mattsee
- 1922–1947: Obmann der Elektrogenossenschaft Mattsee
- 1923–1938: Mitglied des Vorstandes der Raiffeisenkasse Obertrum-Mattsee
- 1935–1938: Zunftmeister der Bäcker des Landes Salzburg
- 1945–1951: Kammerrat der Handelskammer Salzburg

Er war über 50 Jahre Mitglied der Heimkehrerkameradschaft Mattsee.

## Politische Mandate
- 10. November 1920 bis 20. November 1923: Abgeordneter zum Nationalrat (I. Gesetzgebungsperiode), CSP